# Sonata per a violoncel núm. 1 (Enescu)
La Sonata per a violoncel i piano núm. 1 en fa menor, op. 26 núm. 1, fou composta per George Enescu a finals de 1898 i estrenada el 8 de novembre del mateix any a París per Joseph Salmon i el mateix Enescu al piano. Després va tenir com a protagonistes Édouard Risler i Alfred Cortot, el duo més famós de la història de la música francesa. La va dedicar al director Dimitrie Dinicu o a Joseph Hellmesberger, segons les fonts.

## Moviments
Amb una durada de 40 minuts, consta de quatre moviments:
- I. Allegro molto moderato
- II. Allegretto scherzando
- III. Molto andante
- IV. Presto

## Origen i context

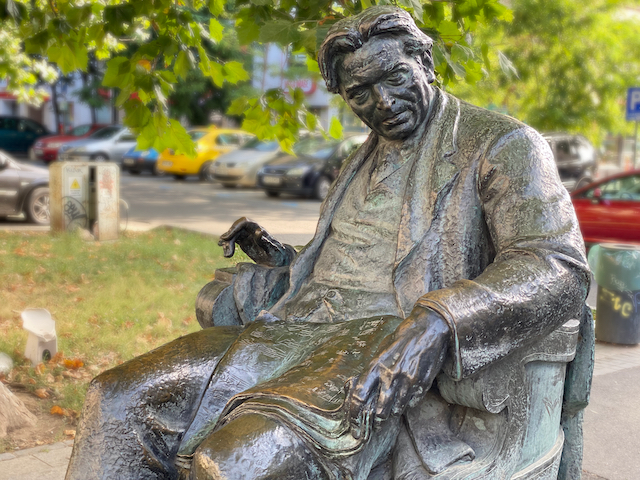
Estàtua de George Enescu a Bucarest

George Enescu va destacar a escala internacional com a violinista, pianista de concert i director d'orquestra de gran prestigi. No obstant això, sempre va anhelar ser reconegut al mateix nivell com a compositor. Tot i alguns èxits inicials, com les famoses Rapsòdies romaneses, la seva obra només va ser valorada per un cercle reduït de músics i entesos. La producció com a compositor es va veure limitada per les exigències de la seva carrera com a intèrpret, les dificultats personals, els règims polítics adversos a la seva estimada Romania i les malalties que el van afectar en els seus últims anys. Així, després de la Primera Guerra Mundial, només va poder completar un nombre limitat de composicions significatives. Tot i això, a finals del segle xx ha sorgit un moviment que reconeix l'alta qualitat d'aquestes obres, les quals fusionen l'herència dels grans mestres clàssics amb influències dels compositors francesos i alemanys de finals del segle xix. Aquesta música, segons Whitehouse, «transcendeix les nocions estereotípiques de radical i conservador».
Enescu va compondre la seva Primera Sonata per a violoncel entre les dues primeres sonates per a violí, amb la segona d’aquesta marcada per un canvi estilístic significatiu en la seva obra. La Primera Sonata per a violoncel, escrita en només dotze dies el novembre de 1898, manté un estil musical que recorda el de la Primera Sonata per a violí, probablement influenciat per Brahms. Tanmateix, en aquesta sonata, tots els temes es basen en variacions enginyoses del material temàtic del primer moviment. A més, durant aquest mateix any, Enescu completa les Variacions per a dos pianos sobre un tema original en la bemoll major, op. 5.

## Anàlisi musical
Es tracta d'una gran obra de quatre moviments, que té una durada mínima de 35 minuts. Segons Malcolm, «la Primera Sonata per a violoncel d'Enescu es troba en un llenguatge similar a la Primera Sonata per a violí: potser més propera a Brahms, però compartint el mateix deute principal amb Schumann.»
El primer moviment, Allegro molto moderato, s'inicia amb un motiu elemental de tres notes: fa-sol-la♭. Aquest motiu estableix la línia melòdica central i a la vegada aporta un dinamisme rítmic a l'obra. Després de repetir aquest motiu dues vegades, el moviment evoluciona amb un tema reflexiu al piano, mentre el violoncel sosté un ritornello discret i cautelós. Llavors el violoncel interpreta el tema en pizzicato, guanyant força i intensitat amb una expressió apassionada que contrasta amb els accents del piano. El violoncel prolonga el moviment de forma més relaxada amb un llarg tema secundari, mentre la mà esquerra del piano recorda el primer motiu bàsic. La música es va apagant amb el violoncel tocant la major part del temps en pizzicato, en un discurs enginyós que combina elements dels dos temes. El clímax es produeix quan ambdós instruments treballen de manera virtuosa sobre el motiu bàsic. El segon tema, que no apareix durant el desenvolupament, reapareix en forma de lamentació fins que una breu coda evoca el motiu bàsic abans que la música es dissolgui en el silenci.
El segon moviment, en forma de Allegretto scherzando, estaria entre un intermedi animat i un scherzo lent. Comença amb una certa alegria germànica de la varietat contrapuntística, però després evoluciona cap a un delicat i alegre passatge que podria ser de Saint-Saëns en el seu moment més lúdic. El tema principal inclou diversos motius dissenyats per fomentar una interacció dinàmica d'eco i anticipació entre els dos instruments. Aquest material es desenvolupa a través d'un procés constant de variacions, que culmina en una coda calmada i reflexiva abans d'un final sobtat on es reintrodueix el motiu bàsic.
El tercer moviment, Molto andante, inicia amb el violoncel al davant, interpretant una barcarola mentre el piano proporciona un acompanyament ondulant. A mesura que la música avança, el to es torna més suau i expressiu. La secció central es desplega amb una ambició renovada, amb acords intricats al piano que contrasten amb el motiu bàsic que apareix ocasionalment al violoncel. Aquest moment culmina en un breu clímax del piano, després del qual el tema principal reapareix amb una nova intensitat.
El Finale s'obre amb una intensa activitat contrapuntística entre els instruments, teixint una complexa xarxa d'idees basades en el motiu principal. Aquest moment es contrasta amb l'entrada d'un tema més cantabile, que aviat retorna al material inicial amb una intensitat renovada. Tot i una breu revisió de la melodia contrastant, el tema principal domina, conduint la música cap a una coda que reafirma definitivament el motiu bàsic.